# Haematopota daveyi
Haematopota daveyi är en tvåvingeart som beskrevs av Austen 1912. Haematopota daveyi ingår i släktet Haematopota och familjen bromsar. Inga underarter finns listade i Catalogue of Life.